# Salles-d'Armagnac
Salles-d'Armagnac é uma comuna francesa na região administrativa de Occitânia, no departamento de Gers. Estende-se por uma área de 6,08 km². Em 2010 a comuna tinha 137 habitantes (densidade: 22,5 hab./km²).